# Рат дугмића (роман)
Рат дугмића или пун назив: Рат дугмића, роман моје дванаесте године  (фр. La Guerre des boutons, roman de ma douzième année) је француски роман који је написао Луј Перго, из француске регије Франш-Конте, и објављен 1912. године. Описује "рат" између две банде из супарничких села, Лонжеверна и Велрана, у региону Франш-Конте. Аутор је инспирацију добио у селу Ландресе, где је предавао две године. Циљ рата је добити што више дугмади са супротне стране одсецајући противницима кошуље и панталоне. Прича је углавном испричана са становишта деце из Лонжеверна.

## Радња
Рат дугмића је  прича о дечјем ривалству и пријатељству. Роман почиње шаљиво и невино, али постаје све суровији што се граница између игре и стварности више помера. Перго у њему епски описује борбе, прво вербалне, а потом каменицама, две групе дечака из суседних, завађених села. Све почиње као игра, док улог не постане превелики.
Деца Лонжеверна, Лебрац и његова војска и војска Велранса, предвођени Азтеком де Гуесом, боре се без милости, палицама, камењем и голим рукама.
Они који имају довољно несреће да падну у непријатељске руке сигурно ће се суочити са понижењем: одсече им се дугмад и везице и они су принуђени да се врате кући, где ће сигурно добити батине од родитеља.
Лебрац је толико вођен његовом жељом да победи у свакој бици, да је своје трупе користио необичне борбене методе, као што је борба гола да спречи оштећење одеће, између осталог да девојке шију одећу када је оштећена.
Прича о борби зараћених дечака два суседна села а да су разлози те сеоске свађе готово и заборављени. Тек на крају књиге, Крик, главни шаптач у разреду, саопштава својој дружини. Лицимерје одраслих, као и жестоке казне које су родитељи одредили свом подмладку и сурово их спровели у дело, наводе Крика да на крају књиге закључи: "Када помислим да ћемо, кад одрастемо, можда и сами бити исто тако глупи као они."

## Порука писца
На почетку књиге писац се обратио следећим речима и изнео циљ писања књиге:
```
"...хтео сам написати здраву књигу што ће истевремено бити галска, епска и рабелаисовска; књигу у којој ће се осећати сочност, живот, одушевљење и смех, онај громки радосни смех од којег се тресла утроба наших отаца: славних испичиутура или усамљених реуматичних болесника."
[
3
]
```

## Филм
- Године 1936. је у Француској књига први пут екранизована.[2]
- Године 1961. у режији Ив Робера снимљен је француски филм "Рат дугмића".
- Године 1994. снимљен је филм у Ирској.[2]
- Године 2011. у режији Кристоф Баратиера снимљен је француски филм "Рат дугмића".[4]